# 천인의 원정
천인의 원정(이탈리아어: Spedizione dei Mille) 또는 천인대 원정(千人隊遠征)은 1860년에 일어난 이탈리아 통일 사건 중 하나이다. 주세페 가리발디 장군이 한 원정 중 하나로, 이탈리아 남부 및 시칠리아를 이탈리아 북부와 통일시키는 계기가 되었다.
가리발디파의 원정군은 남부 현지의 의용군과 증원군으로 군 병력을 확대하여 남부군을 창설하였다. 그로부터 가리발디파는 수개월 동안 원정을 이어나가면서 부르봉군을 상대로 여러 번의 승리를 거두었으며 이윽고 천인대와 남부군은 양시칠리아 왕국 전체의 공격에 나섰다. 원정의 결과는 승리로 마무리되었으며 주민투표를 거쳐 나폴리와 시칠리아를 사르데냐 왕국으로 편입시키게 되었다. 이러한 영토확장에 힘입어 사르데냐 왕국은 1861년 3월 17일 이탈리아 왕국 선포를 거행하였다.
천인의 원정은 이탈리아의 국부(國父)로 불리우는 주세페 마치니, 주세페 가리발디, 국왕 비토리오 에마누엘레 2세, 카밀로 벤소 카보우르 백작의 4인이 서로 다른 목표를 추구하면서도 하나의 목표를 향해 공통적으로 나섰던 유일한 사건이었다. 공화주의자였던 마치니는 남이탈리아와 로마의 해방을 추구했고, 가리발디는 비토리오 에마누엘레 2세의 이름으로 양시칠리아 왕국을 정복하고 로마로 나아가 이탈리아 통일을 완수하고자 한 반면, 카보우르는 로마의 정복을 막아 교황령의 보호를 자임한 동맹국 프랑스의 나폴레옹 3세와 충돌을 피하고자 하였다.
가리발디의 원정은 천 명 남짓한 병력으로 대규모 정규군과 해군력을 보유한 왕국을 정복한다는 점에서 야심차면서도 위험한 도전으로 평가된다. 가리발디는 통일 이탈리아를, 시칠리아의 신흥계층은 이탈리아 왕국의 일부로서 시칠리아의 자립을, 시칠리아 서민층은 토지분배와 억압의 종식을 원하는 등, 수많은 집단이 다양한 이유로 원정에 참여하였다. 천인의 원정의 배경에는 이탈리아 통일 구상에 힘을 싣기 위해 본인의 정치적 영향력을 활용했던 프란체스코 크리스피의 선전도 작용하였다.
학계 일각에서는 영국이 수에즈 운하의 개통에 즈음하여 이탈리아 남부가 전략적으로 중요해지자 친영 정부를 수립하기 위해 원정을 지원하였고, 부르봉 왕가는 러시아 제국에 대한 문호확대로 신뢰할 수 없는 대상으로 여겼다는 분석이 있다. 그러나 천인의 원정에서 영국이 개입한 사실은 다소 과장된 면이 있는데, 일례로 영국 해군은 천인대의 상륙작전 당시 영국의 이익을 수호하기 위해 파견되었으며, 영국의 재정지원도 기부를 통해 이루어졌다는 지적이다.

## 같이 보기
- 알프스산아래 의회
- 알프스산아래 원로원
- 대의회 (사르데냐 왕국)
- 대의회 (이탈리아)
- 공화국 원로원 (이탈리아)